# Prionocyphon
Prionocyphon es un género de coleóptero de la familia Scirtidae.

## Especies
Las especies de este género son:
- Prionocyphon anticetestaceus
- Prionocyphon discoideus
- Prionocyphon laosensis
- Prionocyphon limbatus
- Prionocyphon majusculus
- Prionocyphon minusculus
- Prionocyphon niger
- Prionocyphon numidicus
- Prionocyphon ornatus
- Prionocyphon serricornis
- Prionocyphon umbratilis